# Heim ins Reich (Film)
Heim ins Reich – Wéi Lëtzebuerg sollt preisesch ginn ist ein Dokumentarfilm über die Zeit von 1940 bis 1944, als das Großherzogtum Luxemburg durch Deutschland besetzt war.

## Handlung
Den Handlungsrahmen bilden die Unabhängigkeitsfeiern von 1939 und die Wiederkehr der Großherzogin Charlotte aus dem Exil.
Anhand Aussagen von über 20 Zeitzeugen, alten Filmdokumenten, Fotos und nachgespielten Szenen beschreibt der Film, wie die Nationalsozialisten während der deutschen Besatzung die Luxemburger, anfangs durch Propaganda, später mit Terrormethoden, davon überzeugen wollten, dass sich Luxemburg „freiwillig“ ins Deutsche Reich eingliedern sollte, und was für Folgen dies für die Bevölkerung hatte.
Der Film behandelt einzelne Schicksalsgruppen, wie zum Beispiel jene der Luxemburger, die sich aktiv im Widerstand organisierten, luxemburgische Juden (Verfolgung, Deportation), Luxemburger Zwangsrekrutierte in der deutschen Wehrmacht, umgesiedelte Familien, aber auch Luxemburger Kollaborateure. In diesem Zusammenhang werden die Schicksale der zahlreichen italienischen Immigranten, die wegen ihres Widerstandes gegen die deutschen Besatzer in ein KZ verschleppt worden sind, außer Acht gelassen.

## Sonstiges
- Der Film hatte für einen luxemburgischen Film außergewöhnlichen Erfolg: 27.000 Menschen sahen sich den Film im Kino an; er war mehrere Wochen auf Platz 1 der Kino-Charts.
- Der Untertitel der französischen Version lautet L’échec d’une annexion (Das Scheitern einer Annexion).
- Es gibt den Film auch in kompletter Fassung auf DVD.

## Preise
- Festival international du Film d’Art de l’Unesco à Paris: Grand Prix de la Recherche Historique
- Luxemburger Filmpreis 2005: Bester Film
- Luxemburger Filmpreis 2005: Publikumspreis